# Grand Prix Formule 1 van Duitsland 2006
De Grand Prix Formule 1 van Duitsland 2006 werd gehouden op 30 juli 2006 op de Hockenheimring in Hockenheim.

## Uitslag
| Positie | Nummer | Rijder               | Team                  | Ronden | Tijd/Opgave     | Startplaats | Punten |
| ------- | ------ | -------------------- | --------------------- | ------ | --------------- | ----------- | ------ |
| 1       | 5      | Michael Schumacher   | Scuderia Ferrari      | 67     | 1:27:51.693     | 2           | 10     |
| 2       | 6      | Felipe Massa         | Scuderia Ferrari      | 67     | +0.720          | 3           | 8      |
| 3       | 3      | Kimi Räikkönen       | McLaren - Mercedes    | 67     | +13.206         | 1           | 6      |
| 4       | 12     | Jenson Button        | Honda                 | 67     | +18.898         | 4           | 5      |
| 5       | 1      | Fernando Alonso      | Renault               | 67     | +23.707         | 7           | 4      |
| 6       | 2      | Giancarlo Fisichella | Renault               | 67     | +24.814         | 5           | 3      |
| 7       | 8      | Jarno Trulli         | Toyota                | 67     | +26.544         | 20          | 2      |
| 8       | 15     | Christian Klien      | Red Bull - Ferrari    | 67     | +48.131         | 12          | 1      |
| 9       | 7      | Ralf Schumacher      | Toyota                | 67     | +1:00.351       | 8           |        |
| 10      | 20     | Vitantonio Liuzzi    | Toro Rosso - Cosworth | 66     | +1 Ronde        | 16          |        |
| 11      | 14     | David Coulthard      | Red Bull - Ferrari    | 66     | +1 Ronde        | 10          |        |
| 12      | 21     | Scott Speed          | Toro Rosso - Cosworth | 66     | +1 Ronde        | 19          |        |
| DNF     | 9      | Mark Webber          | Williams - Cosworth   | 59     | Waterlek        | 11          |        |
| DNF     | 22     | Takuma Sato          | Super Aguri - Honda   | 38     | Versnellingsbak | 17          |        |
| DNF     | 17     | Jacques Villeneuve   | BMW Sauber            | 30     | Ongeluk         | 13          |        |
| DNF     | 11     | Rubens Barrichello   | Honda                 | 18     | Motor           | 6           |        |
| DNF     | 16     | Nick Heidfeld        | BMW Sauber            | 9      | Remmen          | 15          |        |
| DNF     | 4      | Pedro de la Rosa     | McLaren - Mercedes    | 2      | Benzinepomp     | 9           |        |
| DNF     | 23     | Sakon Yamamoto       | Super Aguri - Honda   | 1      | Aandrijfas      | 22          |        |
| DNF     | 10     | Nico Rosberg         | Williams - Cosworth   | 0      | Ongeluk         | 14          |        |
| DSQ     | 19     | Christijan Albers    | MF1 - Toyota          | 66     | +1 Ronde        | 21          |        |
| DSQ     | 18     | Tiago Monteiro       | MF1 - Toyota          | 66     | +1 Ronde        | 18          |        |

## Wetenswaardigheden
- Laatste race: Jacques Villeneuve
- Laatste punten: Christian Klien
- Rondeleiders: Kimi Räikkönen 9 (1-9) en Michael Schumacher 58 (10-67).
- Jarno Trulli en Christijan Albers kregen 10 plaatsen straf voor motorwissels.
- Sakon Yamamoto startte uit de pitstraat.
- Dit was de eerste keer dat Raikkonen finishte op Hockenheim. Echter, zijn motor ontplofte in de uitloopronde.
- Beide Midland-auto's werden gediskwalificeerd omdat zij illegale vleugels hadden.

## Standen na de Grand Prix

### Coureurs
| Positie | Nummer | Rijder               | Team             | Punten |
| ------- | ------ | -------------------- | ---------------- | ------ |
| 1       | 1      | Fernando Alonso      | Renault          | 100    |
| 2       | 5      | Michael Schumacher   | Scuderia Ferrari | 89     |
| 3       | 6      | Felipe Massa         | Scuderia Ferrari | 50     |
| 4       | 2      | Giancarlo Fisichella | Renault          | 49     |
| 5       | 3      | Kimi Räikkönen       | McLaren          | 49     |

### Constructeurs
| Positie | Nummers | Team             | Rijders                              | Punten |
| ------- | ------- | ---------------- | ------------------------------------ | ------ |
| 1       | 1 2     | Renault          | Fernando Alonso Giancarlo Fisichella | 149    |
| 2       | 5 6     | Scuderia Ferrari | Michael Schumacher Felipe Massa      | 139    |
| 3       | 3 4     | McLaren          | Kimi Räikkönen Pedro de la Rosa      | 77     |
| 4       | 11 12   | Honda            | Jenson Button Rubens Barrichello     | 37     |
| 5       | 7 8     | Toyota           | Ralf Schumacher Jarno Trulli         | 23     |

## Statistieken
| Snelste ronde | Michael Schumacher | Scuderia Ferrari | 1:16.357 |

## Noot
- Dit was het debuut van de Japanse coureur Sakon Yamamoto.
- Dit was de vierde overwinning van de Grote Prijs van Duitsland voor Michael Schumacher (eerdere overwinningen in 1995, 2002 en 2004) en hiermee vestigde hij een nieuw record. Hij verbrak het record van Juan Manuel Fangio (3), gevestigd tijdens de Grote Prijs van Duitsland van 1957.

1931 · 1932 · 1934 · 1935 · 1936 · 1937 · 1938 · 1939 · 1951 · 1952 · 1953 · 1954 · 1956 · 1957 · 1958 · 1959 · 1961 · 1962 · 1963 · 1964 · 1965 · 1966 · 1967 · 1968 · 1969 · 1970 · 1971 · 1972 · 1973 · 1974 · 1975 · 1976 · 1977 · 1978 · 1979 · 1980 · 1981 · 1982 · 1983 · 1984 · 1985 · 1986 · 1987 · 1988 · 1989 · 1990 · 1991 · 1992 · 1993 · 1994 · 1995 · 1996 · 1997 · 1998 · 1999 · 2000 · 2001 · 2002 · 2003 · 2004 · 2005 · 2006 · 2008 · 2009 · 2010 · 2011 · 2012 · 2013 · 2014 · 2016 · 2018 · 2019